# Anakreontyk
Anakreontyk – wierszowany utwór literacki o tematyce biesiadnej, wesołej lub rubasznej, sławiący uroki życia, opowiadający o miłości w sposób żartobliwy. Nazwa gatunku pochodzi od greckiego poety Anakreonta z Teos (VI w. p.n.e.), który ukształtował styl i miarę wierszową wiersza anakreontejskiego. 

## Historia gatunku
Pod nazwą anakreontyki kryje się zbiór anonimowych utworów przekazanych nam razem z Antologią Palatyńską. Wiersze te wzorowane były na poezji Anakreonta, poety greckiego, którego życie i okres twórczy przypadają na pierwszą połowę VI wieku p.n.e. Głównymi tematami poruszanymi przez niego były muzyka, wino, miłość i sztuka. Także owe, wzorowane na nim anonimowe utwory, które dzisiaj nazywamy anakreontykami,  zajmowały się tą tematyką. Choć długo uważano za możliwe, iż wyszły one spod pióra samego Anakreonta, wiadomo dziś jednak, że w istocie były to twory epoki hellenistycznej i epok późniejszych.
Także czasy nowożytne przejęły anakreontyk jako gatunek literacki. Zbiór antycznych utworów Anakreonta opublikował po raz pierwszy Henricus Stephanus w 1554 roku; stały się one wzorem dla wszystkich późniejszych twórców anakreontyków, przede wszystkim renesansowych. Pisali je m.in. Torquato Tasso, Wolter, André de Chénier, Friedrich von Hagedorn, Johann Wilhelm Ludwig Gleim, Thomas Moore, Aleksandr Puszkin oraz poeci francuskiej Plejady. W Polsce anakreontyki tworzyli m.in. Jan Kochanowski, Józef Bartłomiej Zimorowic, Jan Andrzej Morsztyn, Adam Tadeusz Naruszewicz, Stanisław Trembecki, a także Adam Asnyk.
Maciej Kazimierz Sarbiewski pozostawił obszerny wywód teoretyczny, w którym umieścił anakreontyki „pomiędzy liryczną i epiczną fikcją”, dopuszczając − w utworach lirycznych − „właściwą epopei fikcję moralną” (Characters lyrici, s.30). 

## Cechy gatunku
Anakreontyki pisano stylem niskim ze względu na poruszane tematy, jednak forma tych utworów była przeważnie kunsztowna. 
Antyczne wiersze anakreontejskie zbudowane były z dymetrów akatalektycznych z joników wzrastających:
 także w formie z przestawieniem stóp długich i krótkich (tzw. anaklazy):

## Wydania krytyczne
- Stephanus, H., Anakreontos Teiou Mele. Anacreontis Teii odae ab Henrico Stephano luce et latinitate nunc primum donate, Lutetiae, 1554 (editio princeps).
- West, M., Carmina Anacreontea, Leipzig, 1984.